# Koncert (album, Tomaž Pengov)
Koncert je edini album v živo (peti album po vrsti) slovenskega kantavtorja Tomaža Pengova, izdan leta 2006 pri založbi Dallas Records. Vsebuje posnetke s koncerta, ki je potekal decembra 2005 v Viteški dvorani v ljubljanskih Križankah.

## Seznam pesmi
Vse pesmi je napisal Tomaž Pengov, razen kjer je to navedeno.
1. »Prihod« – 0:50
2. »Cesta« – 3:56
3. »Vrnitev« – 2:50
4. »Nerodna pesem« – 3:43
5. »Prišla je tiha« – 3:38
6. »Rodovnik vina« (narodna) – 4:25
7. »Črna pega čez oči« (Frane Milčinski - Ježek) – 2:48
8. »Sarkofagi« – 5:14
9. »Drevo« – 2:00
10. »Vandrovček« (Ježek) – 2:36
11. »Starec in zvezda« (Ježek) – 3:02
12. »Glažek vinčka« – 2:06
13. »Kratek odmor« – 0:33
14. »Na nekem daljnem kolodvoru« – 4:50
15. »Maškare« – 1:54
16. »V nasmehu nekega dneva« – 4:57
17. »Bila sva vse« – 4:20
18. »Čakajoč nase« – 3:15
19. »Stari klovni« – 2:35
20. »Silba« – 5:17
21. »Pomisli« – 1:24
22. »Odhod« – 1:50

## Zasedba
- Tomaž Pengov – akustična kitara, vokal
- Aco Razbornik – snemanje